# Venă iliolombară
Vena iliolombară este vena comitantă a arterei iliolombare. 
Cu nervul obturator se încrucișează superficial. 
De cele mai multe ori este prezentă singură venă decât o venă dublă. 
Drenează segmentele vertebrale L4 și L5. 
Este strâns legată de vena lombară ascendentă. 